# 越渴磨海峽
越渴磨海峽（Экарма пролив）是俄羅斯的海峽，位於越渇磨島和舍子古丹島之間，由薩哈林州負責管轄，長約25公里、寬8公里，最大水深900米，平均潮汐高度約1米。